# بول كوك
بول كوك (بالإنجليزية: Paul M. Cook) (ولد في 25 أبريل 1924) هو المؤسس والرئيس التنفيذي لشركة رايكام، وهي شركة لتصنيع المواد الكيميائية. في عام 1988 نال جائزة القلادة الوطنية للتكنولوجيا والابتكار.